# Ricardo O'Donovan
El teniente coronel Ricardo O'Donovan Córdova (Trujillo, 7 de abril de 1836-Arica, 7 de junio de 1880) fue un militar, abogado y diputado peruano que destacó en la Guerra del Pacífico. Murió combatiendo en la batalla de Arica.

## Biografía
Fue hijo de José O'Donovan y Ceferina Córdova. Fue bautizado en la Parroquia del Sagrario de esa ciudad a los cinco días de nacido.
En 1854, inició su carrera militar, como soldado, logrando ascender a cabo el 3 de mayo de ese año, no pasando mucho tiempo para ser ascendido sucesivamente a sargento, alférez y teniente. Secundó a la Revolución Liberal de 1854, luchó en la Batalla de La Palma, contra el presidente José Rufino Echenique (5 de enero de 1855). Luego se retiró del servicio y se dedicó al comercio.
En 1864 volvió al ejército, durante la crisis internacional desatada por la presencia de la Escuadra Española en las costas peruanas. El 11 de mayo de 1865, fue ascendido a mayor de infantería. Se unió a la revolución nacionalista contra el gobierno del general Juan Antonio Pezet. El 6 de noviembre de ese año, tomó Lima, a órdenes del General Pedro Diez Canseco.
El 2 de mayo de 1866, peleó en el Combate del Callao, como segundo jefe del Batallón Trujillo N.º 21, estando ubicado en la torre "Junín".
Acabado el peligro internacional, O’Donovan retomó sus negocios privados.
Al momento de estallar la Guerra del Pacífico en 1879, era senador por La Libertad; no obstante, de inmediato se enroló en el ejército y marchó al Sur, al teatro inicial de las operaciones bélicas. Tenía entonces el grado de teniente coronel.
Destinado a la defensa de Arica, a órdenes del coronel José Joaquín Inclán, fue nombrado jefe de operaciones de la 7.º División, que tomó a su cargo las baterías del Este y la Ciudadela. Colaboró activamente en la construcción de las defensas
Estuvo en la juramentación hecha por el coronel Francisco Bolognesi al Mayor Juan de la Cruz Salvo, antes de la batalla, en la que se acordó morir antes que rendirse. El 7 de junio de 1880, tuvo el cargo de Jefe del Estado Mayor de la Séptima División, siendo herido por fusilería, y rematado por las bayonetas del enemigo, negándose en todo momento a rendirse.
En 1889, sus restos llegaron a su natal Trujillo. No se casó ni dejó descendencia.

## Homenajes
En su natal Trujillo, un cuartel fue bautizado con su nombre, el mismo que años después se haría célebre, al ser asaltado por miembros del Partido Aprista Peruano, durante la revolución de Trujillo de 1932 contra el gobierno de Luis Sánchez Cerro. Asimismo, uno de los más moribundos Clubes de Tiro de Trujillo, inicialmente llamada Club de Tiro Tell, fue renombrada como Club de Tiro O´Donovan en honor a este héroe.
En su honor se denomina una calle en el distrito de Los Olivos, en la urbanización Villasol, alrededor de otras con nombres de héroes de la batalla de Arica.